# Olbrzymka z Ostrowa Lednickiego

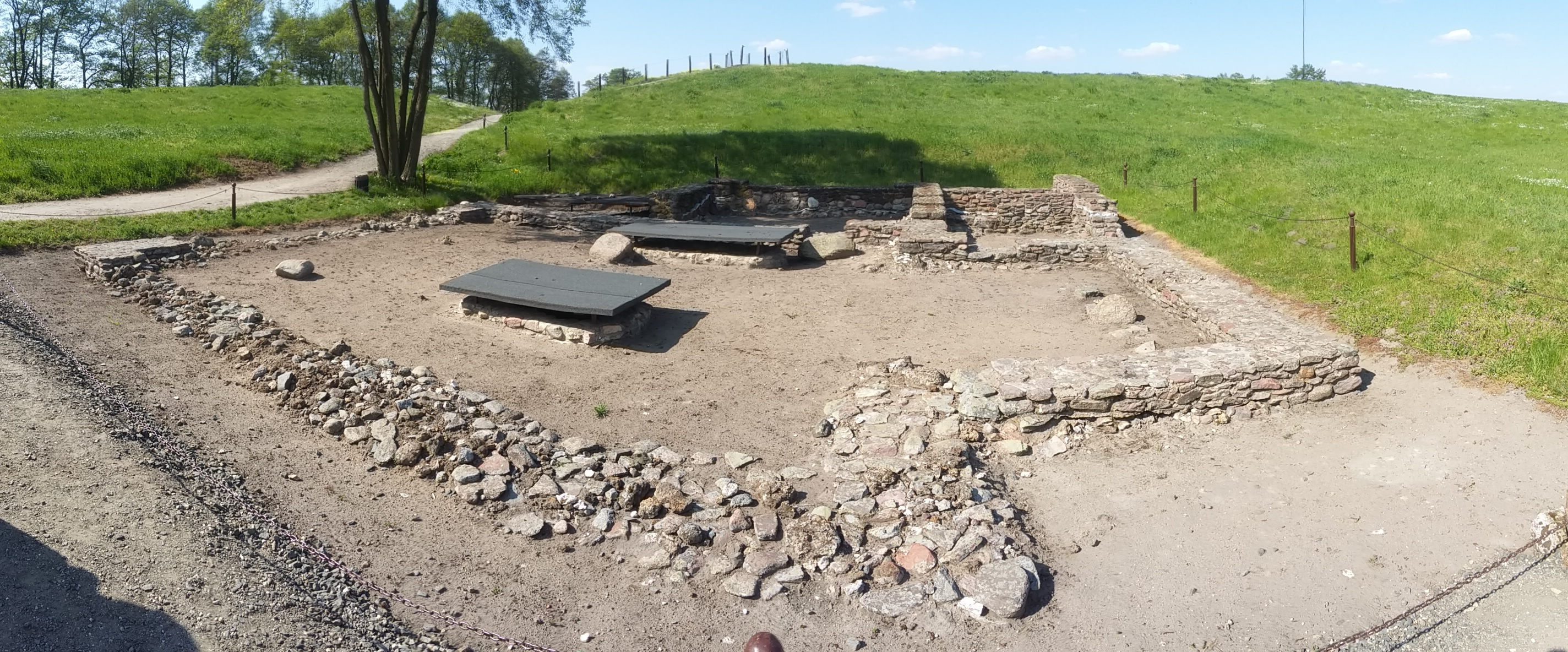
Pozostałości kościoła grodowego, przy ścianie którego znaleziono grób olbrzymki.

Olbrzymka z Ostrowa Lednickiego – współczesna nazwa nadana szkieletowi kobiety o cechach gigantyzmu, znalezionemu na średniowiecznym cmentarzu na terenie Ostrowa Lednickiego.
W trakcie badań archeologicznych dużego cmentarza średniowiecznego przy pozostałościach kościoła grodowego na Ostrowie Lednickim odkryto w roku 1977 grób oznaczony przez badaczy numerem 23/77, w którym zachował się w prawie kompletny szkielet kobiecy. Czas pochówku określa się na koniec XII–początek XIV w. W jamie grobowej nie znaleziono żadnych artefaktów ani pozostałości trumny. Szkielet ten cechuje się wyjątkowo dużą wysokością, wynoszącą 208 cm, co pozwala określić wzrost żyjącej kobiety na 215 cm, a masę szacuje się na 120 kg. Miała ponadprzeciętnie pogrubioną kość czołową oraz kości twarzoczaszki, rozrośnięte wały nadoczodołowe i masywną żuchwę. 
Analiza czaszki wykazała kilkukrotne w stosunku do normy powiększenie siodła tureckiego, co świadczy o dużym powiększeniu przysadki mózgowej. To, wraz z badaniami innych kości dowodzi, że osoba ta chorowała w dzieciństwie na gigantyzm, a w okresie dorosłości na akromegalię. Ponadto cierpiała na patologie będące wynikiem gigantyzmu: podatność na złamania kości, skoliozę, skostnienie wiązadeł i zwyrodnienia stawów. Stwierdzono również guzki Schmorla, nowotwory łagodne (kostniak) i niedorozwój lewego ucha oraz częściowe zarośnięcie prawego otworu słuchowego, co wskazuje na zaburzenia słuchu. Ponadto zachowały się w kościach ślady okresowego niedożywienia. Natomiast badanie kształtu i wnętrza puszki mózgowej i wnioskowanie na tej podstawie o anatomii mózgu wykazało prawidłową budowę mózgu, nie odbiegającą od innych z tego samego cmentarzyska (przebadano ponad 30 czaszek). Świadczy to zdaniem badaczy o tym, że olbrzymka przypuszczalnie nie miała upośledzonych zdolności poznawczych. Jej wiek w chwili śmierci oszacowano na 25 do 30 lat.
Szkielet znajduje się w zbiorach Muzeum Pierwszych Piastów na Lednicy. W roku 2000 opublikowano rekonstrukcję głowy (bez owłosienia) olbrzymki, stwierdzając że miała masywną głowę, o grubych, męskich rysach twarzy i dużym nosie.
Znalezisko z grobu 23/77 ma duże znaczenie naukowe, ze względu na to, iż szczątki ludzi z cechami gigantyzmu i akromegalii znajdywane są skrajnie rzadko na całym świecie, ponadto jest ono najstarsze w swojej kategorii w Europie (wg stanu na 2023 r.).